# دادالله البلوشی
دادالله البلوشی (عربی: داد الله نور محمد البلوشي؛ زادهٔ ۱۷ اوت ۱۹۵۸) تیرانداز اهل عمان است. وی در بازی‌های المپیک تابستانی ۱۹۸۴ و ۲۰۰۸ شرکت کرده‌است.